# (20535) Marshburrows
(20535) Marshburrows (1999 RV74) – planetoida z pasa głównego asteroid okrążająca Słońce w ciągu 3,38 lat w średniej odległości 2,25 j.a. Odkryta 7 września 1999 roku.